# Josse Fermondt
Josse (Judocus ou Joost) Fermondt ou Fermont (Gand (Flandre-Orientale, Belgique) 5 octobre 1722 - Gand (Flandre-Orientale, Belgique), 13 avril 1800) est un architecte et maître maçon qui a notamment dessiné les plans de plusieurs églises dans la région de Gand (Flandre-Orientale, Belgique).

## Biographie

### Carrière
Josse Fermondt fut, à son époque, un des principaux maîtres maçon et entrepreneurs actifs à Gand. De 1775 à 1782, il exerce la fonction de juré au sein du Métier des Maçons de Gand. Il est en outre mentionné, dès 1751, comme un des premiers membres souscripteurs de l'Académie royale des beaux-arts de Gand.

### Famille
Josse Fermondt est le fils de Philippe Fermondt et d'Anne Vanden Bossche. Il épouse à Gand (Saint-Michel-Sud) le 20 novembre 1756 Louise-Josèphe Hebbelynck, dont il eut au moins quatre enfants: 
1. Philippe-Louis, architecte, membre fondateur et administrateur de la Société royale d'Agriculture et de Botanique de Gand, né à Gand le 10 mars 1759, époux de Marie-Colette Heyse.
2. Anne-Marie, née à Gand le 30 novembre 1760, épouse de Jacques-Jean Dutry (1746-1825), architecte.
3. Liévin-Joseph, né à Gand le 6 septembre 1762, époux de Constance-Louise-Victoire Bailly.
4. Catherine-Pétronille, née à Gand en 1766, épouse de Martin-Jean De Rudder, architecte.

## Réalisations

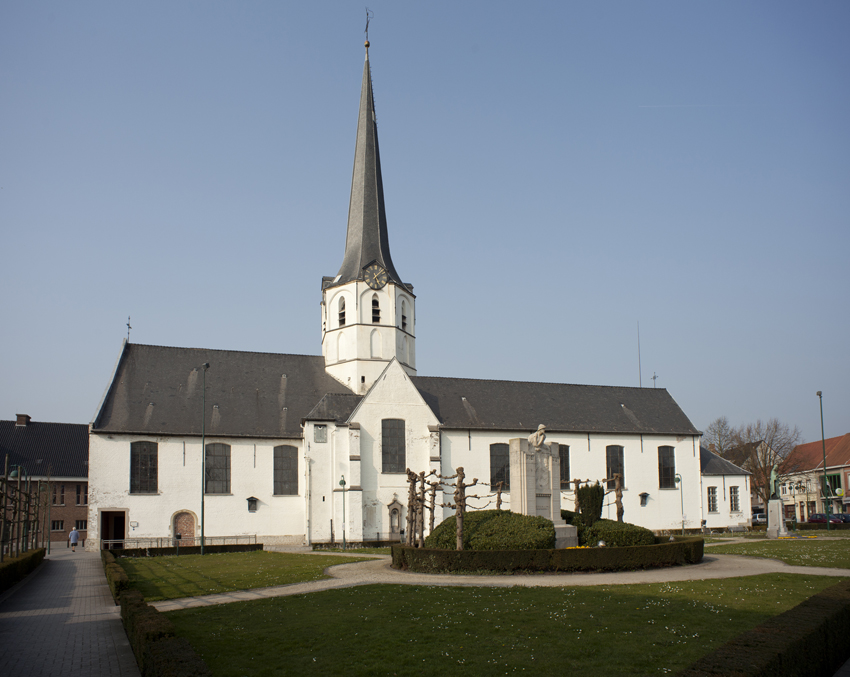
Eglise paroissiale Saint-Georges à Sleidinge

Il est surtout cité pour avoir dessiné les plans de l'église paroissiale Saint-Gilles à Lembeke (1776).
Parmi ses autres réalisations, sont également cités: 
- Eglise paroissiale Saint-Georges à Sleidingel'église paroissiale Saint-Georges à Sleidinge (1774)[5].

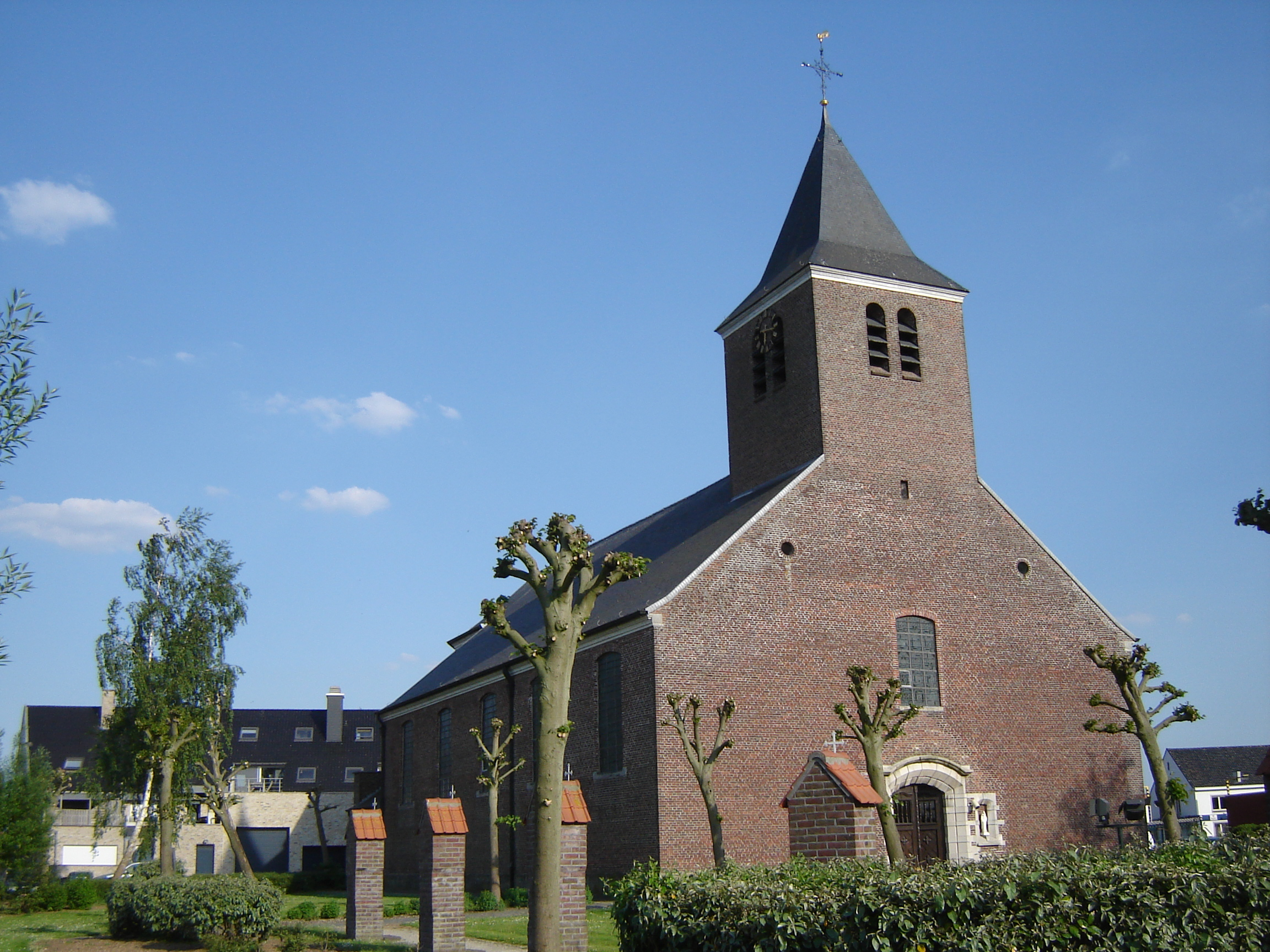
Eglise paroissiale Sainte-Croix et Notre-Dame à Assenede

- Eglise paroissiale Sainte-Croix et Notre-Dame à Assenedel'église paroissiale Sainte-Croix et Notre-Dame à Assenede (1781)[6].
- le presbytère de l'église Sainte-Aldegonde à Deurle (1785)[7].

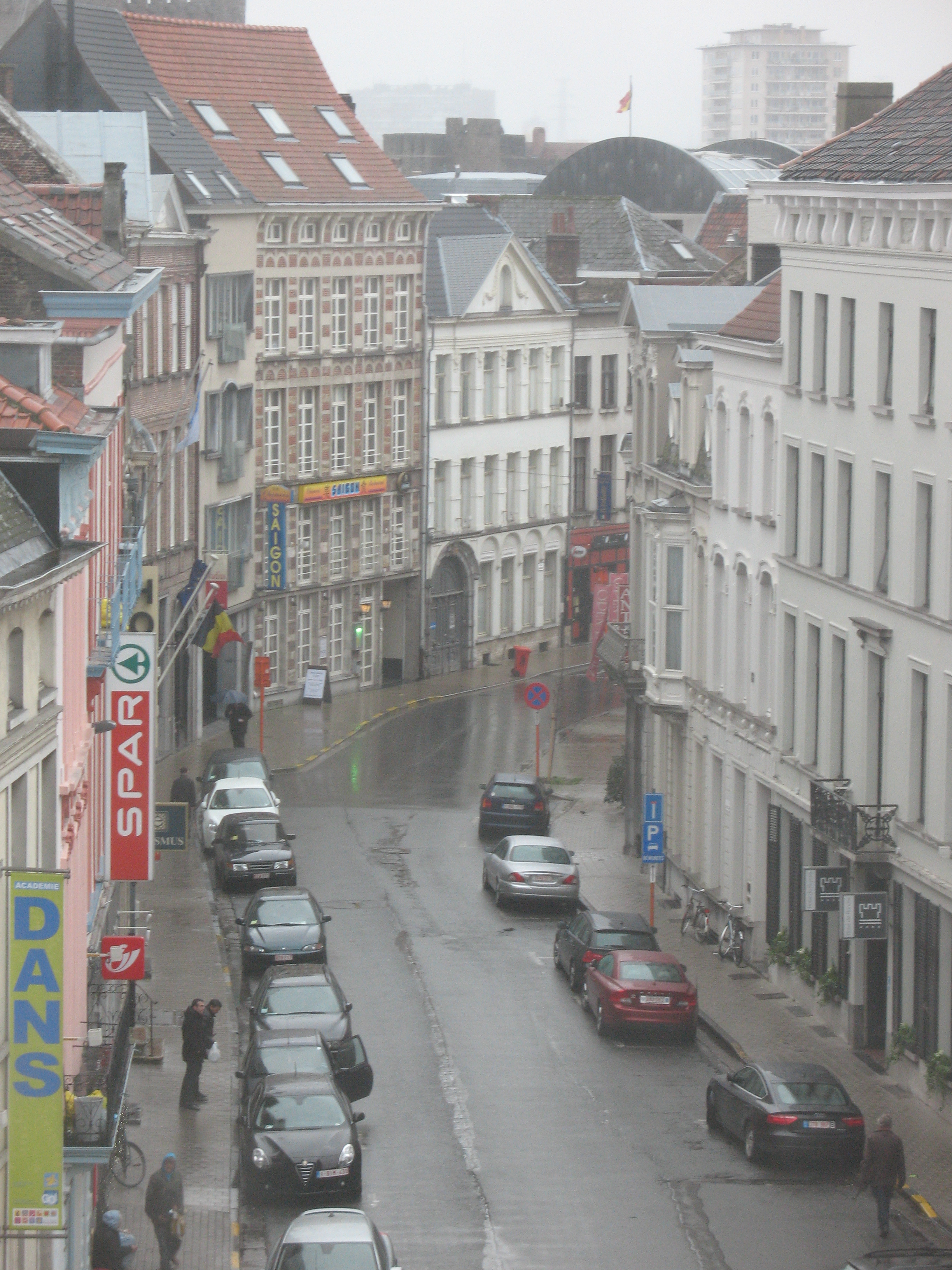
Hôtel Wellington, rue aux Draps 32 à Gand

- Hôtel Wellington, rue aux Draps 32 à Gandla maison de maître dénommée Hôtel Wellington, rue aux Draps 32 (Drabstraat 32) à Gand (1773)[8]
- plusieurs autres maisons à Gand (entre 1758 et 1789)[9].
- la fabrique de coton dénommée La Louisiane à Gand (1802) [10].